# Mark Van Drumpt
Mark Van Drumpt (siglo XX-18 de febrero de 2021) fue un fisioterapeuta irlandés. Fue el fisioterapeuta principal del equipo de hurling del condado de Limerick durante las campañas ganadoras del Campeonato de Hurling Senior All-Ireland de 2018 y 2020. También fue el fisioterapeuta del equipo de rugby Garryowen Football Club.

## Biografía
Van Drumpt ejerció en la Clínica de Fisioterapia Dooradoyle y fue miembro registrado de la Sociedad Irlandesa de Fisioterapeutas Colegiados.
Van Drumpt estuvo involucrado con los equipos de Limerick GAA durante más de una década y media. Trabajó con equipos de hurling menores y sub-21 del condado que ganaron dos campeonatos de hurling sub-21 de toda Irlanda, tres campeonatos de hurling sub-21 de Munster, cuatro campeonatos de hurling menores de Munster e hizo dos apariciones finales en el campeonato de hurling menor de toda Irlanda, y fue también fue fisioterapeuta principal del equipo de fútbol del condado de Limerick cuando ese equipo avanzó a tres finales del Munster Senior Football Championship y dos finales de la National Football League.
Van Drumpt era originario de la ciudad de Arnhem en el este de Holanda. Residente de Ballina, condado de Tipperary, estaba casado y tenía una hija en el momento de su muerte. Un hijo con deficiencia de ornitina transcarbamilasa falleció antes que él durante una cirugía en el Hôpital des Enfants-Malades en París en marzo de 2003, y Van Drumpt donó el lóbulo izquierdo de su propio hígado en un intento por mantenerlo con vida.
Van Drumpt murió después de ocho años con cáncer el 18 de febrero de 2021. Gearóid Hegarty, quien poco después fue nombrado All Stars Hurler of the Year, dedicó su premio a Van Drumpt cuando lo recibió en RTÉ Television .